# Сара, Робер
Робер Сара (фр. Robert Sarah; род. 15 июня 1945, Урус, Гвинея) — гвинейский куриальный кардинал. Архиепископ Конакри с 13 августа 1979 по 1 октября 2001. Секретарь Конгрегации евангелизации народов с 1 октября 2001 по 7 октября 2010. Председатель Папского Совета Cor Unum с 7 октября 2010 по 24 ноября 2014. Префект Конгрегации богослужения и дисциплины таинств с 24 ноября 2014 по 20 февраля 2021. Кардинал-дьякон с титулярной диаконией Сан-Джованни-Боско-ин-виа-Тусколана с 20 ноября 2010 по 3 мая 2021. Кардинал-священник с титулярной диаконией pro hac vice Сан-Джованни-Боско-ин-виа-Тусколана с 3 мая 2021. 

## Биография
Родился Робер Сара 15 июня 1945 года, в Урусе, Гвинея. 20 июля 1969 года рукоположен в священника. Рукоположение совершил Раймон-Мария Тчидимбо — архиепископ Конакри.
13 августа 1979 года папой римским Иоанном Павлом II назначен архиепископом Конакри. Ординация была 8 декабря 1979 года, совершал её кардинал Джованни Бенелли — архиепископ Флоренции, в сослужении Люка Огюста Сангаре — архиепископа Бамако и Жана-Пьера-Мари Ошама — епископа Анже.
1 октября 2001 года Иоанн Павел II назначил Робера Сара секретарём Конгрегации Евангелизации Народов.
7 октября 2010 года папа римский Бенедикт XVI принял отставку, в связи с достижением преклонного возраста, кардинала Пауля Кордеса с поста председателя Папского Совета Cor Unum, его преемником назначен архиепископ Робер Сара.
20 октября 2010 года, в ходе генеральной аудиенции, на площади Святого Петра, папа римский Бенедикт XVI объявил о назначении 24 новых кардиналов, среди них и Робер Сара. Согласно традиции архиепископ Сара будет возведен в сан кардинала-дьякона на этой консистории.
20 ноября 2010 года состоялась консистория на которой кардиналу Роберу Сара была возложена кардинальская шапка и он стал кардиналом-дьяконом с титулярной диаконией Сан-Джованни-Боско-ин-виа-Тусколана. А 21 ноября состоялась торжественная Месса по случаю вручения кардинальских перстней.
24 ноября 2014 года Папа римский Франциск назначил кардинала Сара на пост префекта Конгрегации богослужения и дисциплины таинств, который был вакантен с 28 августа 2014 года, после перевода кардинала Каньисареса Льоверы в Валенсию.
20 февраля 2021 года Папа Франциск принял отставку кардинала Сара с поста префекта Конгрегации богослужения и дисциплины таинств.
3 мая 2021 года возведён в сан кардинала-священника с титуярной диаконией pro hac vice Сан-Джованни-Боско-ин-виа-Тусколана.
Участник Конклава 2025 года, где был избран папа Лев XIV.